# حاجی مراد، شیطان سفید
حاجی مراد، شیطان سفید (به ایتالیایی: Agi Murad, il diavolo bianco) که در ایالات متحده با عنوان جنگجوی سفید شناخته می‌شود. یک فیلم ماجراجویی ایتالیایی محصول سال ۱۹۵۹ به کارگردانی و تدوین ریکاردو فردا با بازی استیو ریوز و جورجا مول است. این فیلم بر اساس رمان «حاجی مراد» اثر لئو تولستوی است.

## داستان
حاجی مراد، یک سردار چچنی قرن نوزدهمی که جنگجویان خود را در نبرد با نیروهای مهاجم روسیه رهبری می‌کرد.

## بازیگران
- استیو ریوز: حاجی مراد، «جنگجوی سفید»
- جورجا مول: سلطان
- شیلا گابل: پرنسس ماریا ورونتسوا
- رناتو بالدینی: احمد خان
- جرارد هرتر: شاهزاده سرگئی
- میلیووژ ژیوانوویچ: نیکلای یکم

## انتشار فیلم
کمپانی برادران وارنر توزیع اصلی «هرکول» (۱۹۵۸) و «هرکول آزادشده» (۱۹۵۹) را در ایالات متحده انجام داده بودند. وقتی دو سال بعد، در سال ۱۹۶۱، این فیلم را در ایالات متحده منتشر کردند، آن را طوری تبلیغ کردند که گویی فیلم دیگری از نوع هرکول است. یک ورق اصلی آمریکایی آنها یک استیو ریوز بدون پیراهن را نشان می‌داد که در یک دستش شمشیری داشت و در دست دیگر زنجیر بزرگی را تاب می‌داد در حالی که می‌خواست با چکمه‌های میخ‌دار حریف را زیر پا بگذارد. البته چنین صحنه‌ای در فیلم وجود نداشت.